# Antal Szabó
Antal Szabó (Soroksár, 4 settembre 1910 – Nürtingen, 18 aprile 1972) è stato un calciatore ungherese, di ruolo portiere.

## Palmarès

### Club

#### Competizioni nazionali
- Campionato ungherese: 2

MTK Budapest: 1935-1936, 1936-1937
- Coppa d'Ungheria: 1

MTK Budapest: 1931-1932